# Daphnella corbula
Daphnella corbula é uma espécie de gastrópode do gênero Daphnella, pertencente à família Raphitomidae.